# Toa Baixa
Toa Baixa é um município de Porto Rico, localizado no litoral norte, ao norte de Toa Alta e Bayamón; leste de Dorado e oeste de Cataño. Toa Baja está espalhada por cinco alas e Pueblo Toa Baja (O centro da cidade e do centro administrativo da cidade). É parte da Área  Metropolitana San Juan -  Caguas - Guaynabo .
Toa Baja fica quinze minutos de carro de San Juan e uma hora a partir de Ponce.